# Marília Mendonça (EP)
Marília Mendonça é um extended play (EP) da cantora e compositora brasileira Marília Mendonça, lançado em 9 de janeiro de 2014 pelo selo Workshow.

## Contexto
Em 2014, Marília Mendonça já era uma compositora relevante no meio sertanejo, tendo composições gravadas por artistas e duplas como João Neto & Frederico, Henrique & Juliano, Jorge & Mateus e Cristiano Araújo, mas ainda não tinha despontado como cantora. Na época, era ligada ao escritório Workshow, pelo qual lançaria seu primeiro trabalho. Nos bastidores do meio sertanejo, existia uma certa expectativa que, como cantora, Marília fosse uma Eduardo Costa feminina, abordando temas semelhantes.

## Produção
O EP Marília Mendonça contou com repertório predominantemente autoral. Parte das composições eram autorais em parceria com o compositor Juliano Tchula, parceiro recorrente de Marília Mendonça ao longo da carreira.

## Lançamento e recepção
Marília Mendonça foi lançado em 2014 pelo selo Workshow. Em 2016, quando Marília lançou seu álbum de estreia Marília Mendonça: Ao Vivo, as canções "Alô Porteiro" e "Sentimento Louco", que foram as de maior relevância do EP, foram regravadas. "Sentimento Louco" se tornou um dos maiores sucessos de sua carreira.

## Faixas
A seguir lista-se as faixas, compositores e durações de cada canção de Marília Mendonça:
| N.º            | Título                       | Compositor(es)                             | Duração |  |
| 1.             | "Me Desculpe Mas Sou Fiel"   | Renato Moreno Rodrigo Mel Elvis Pires      | 2:46    |  |
| 2.             | "A Voz do Coração"           | Marília Mendonça Juliano Tchula Maraisa    | 2:52    |  |
| 3.             | "O que Falta em Você Sou Eu" | Mendonça Tchula Hugo del Vecchio Frederico | 3:17    |  |
| 4.             | "Alô Porteiro"               | Di Sousa Adriano Bernardes Carlos Pitty    | 3:02    |  |
| 5.             | "Sentimento Louco"           | Mendonça Tchula Elcio Di Carvalho          | 2:51    |  |
| 6.             | "Essas Nossas Brigas"        | Tchula Rick Amaro Rangel Castro            | 2:59    |  |
| Duração total: | Duração total:               | Duração total:                             | 17:49   |  |